# Arriaga (município do México)
Arriaga é um município do estado do Chiapas, no México. A população do município calculada no censo 2005 era de 38.572 habitantes.